# 10e Grammy Awards
De tiende editie van de jaarlijkse uitreiking van de Grammy Awards vond plaats op 29 februari 1968 tijdens vier ceremonies die gelijktijdig werden gehouden in New York, Los Angeles, Nashville en Chicago. Het aantal categorieën was ten opzichte van het jaar daarvoor met zes uitgebreid naar 48, het hoogste aantal tot dan toe.
De grote winnaar van deze editie was de Amerikaanse componist Jimmy Webb. Zelf won hij weliswaar slechts één Grammy (voor Song of the Year), maar twee van zijn composities wonnen in totaal acht prijzen. Het ging om "Up, Up and Away", een hit voor Fifth Dimension (goed voor zes Grammy's) en "By The Time I Get To Phoenix" van Glen Campbell, dat twee Grammy's won.
Vier van de zes Grammy's voor "Up, Up and Away" waren voor Fifth Dimension (de andere twee waren voor componist Jimmy Webb en voor een concurrerende versie van de Johnny Mann Singers). Daarmee was Fifth Dimension de meest succesvolle groep tijdens de Grammy-uitreiking. Zanger Glen Campbell won eveneens vier prijzen. Opvallend was daarbij dat hij die vier Grammy's voor twee verschillende liedjes won: twee voor "By The Time I Get To Phoenix" en twee voor zijn country-hit "Gentle on my Mind". Dat liedje won nog twee extra Grammy's voor de componist er van, John Hartford. Hij kreeg Grammy's voor beste country-song en voor zijn eigen uitvoering van het nummer als beste folk-opname.
The Beatles wonnen eindelijk een Grammy voor Album of the Year met Sgt. Pepper's Lonely Hearts Club Band. Het was daarmee de eerste uitgesproken rockplaat die de titel Album of the Year wist te winnen. Het album won daarnaast nog Grammy's voor beste eigentijdse ('contemporary') album, beste hoesontwerp en beste techniek.
Andere meervoudige winnaars waren Bobbie Gentry (drie Grammy's), Aretha Franklin, componist Lalo Schifrin, en de dirigenten Leonard Bernstein en Pierre Boulez (elk twee).
Opvallend was de Grammy voor Elvis Presley, die met zijn album How Great Thou Art een prijs kreeg voor beste religieuze plaat. De overwinning was des te opmerkelijker omdat dit de eerste Grammy was die Elvis had gewonnen. Vreemd genoeg heeft Elvis in zijn hele carrière slechts drie Grammy's gekregen, en alle drie waren in de religieuze/gospel categorieën.
Andere opvallende Grammy-winnaars waren acteur Boris Karloff (beste kinderplaat) en de Amerikaanse politicus Everett Dirksen (gesproken woord). Sopraan Leontyne Price won haar vijfde opeenvolgende Grammy in de categorie voor beste klassieke zanger(es) en Bill Cosby kreeg zijn vierde opeenvolgende prijs in de comedy-categorie. Vladimir Horowitz won zijn zevende Grammy sinds 1963 in de categorie voor beste klassieke solist(e).

## Winnaars

### Algemeen
- Record of the Year
  - "Up, Up and Away" - Fifth Dimension (artiesten); Johnny Rivers & Marc Gordon (producers)
- Album of the Year
  - "Sgt. Pepper's Lonely Hearts Club Band - The Beatles (artiesten); George Martin (producer)
- Song of the Year
  - Jimmy Webb (componist) voor "Up, Up and Away" - Fifth Dimension
- Best New Artist
  - Bobbie Gentry

### Pop
- Best Vocal Performance (zangeres)
  - "Ode to Billie Joe" - Bobbie Gentry
- Best Vocal Performance (zanger)
  - "By The Time I Get To Phoenix" - Glen Campbell
- Best Vocal Performance (groep)
  - "Up, Up and Away" - Fifth Dimension
- Best Performance by a Chorus (koor)
  - "Up, Up and Away" - Johnny Mann Singers
- Best Instrumental Performance
  - "Chet Atkins Picks the Best" - Chet Atkins
- Best Contemporary Solo Vocal Performance (zangeres) (Beste eigentijdse opname van een solozangeres)
  - "Ode to Billie Joe" - Bobbie Gentry
- Best Contemporary Solo Vocal Performance (zanger) (Beste eigentijdse opname van een solozanger)
  - "By The Time I Get To Phoenix" - Glen Campbell
- Best Contemporary Group Performance (Beste eigentijdse opname van een groep)
  - "Up, Up and Away" - Fifth Dimension
- Best Contemporary Single (Beste eigentijdse single)
  - "Up, Up and Away" - Fifth Dimension (artiesten), Johnny Rivers & Marc Gordon (producers)
- Best Contemporary Album (Beste eigentijdse album)
  - "Sgt. Pepper's Lonely Hearts Club Band - The Beatles (artiesten); George Martin (producer)

### Country
- Best Country and Western Solo Vocal Performance (zangeres)
  - "I Don't Wanna Play House" - Tammy Wynette
- Best Country and Western Solo Vocal Performance (zanger)
  - "Gentle on my Mind" - Glen Campbell
- Best Country and Western Performance (duo/groep)
  - "Jackson" - Johnny Cash & June Carter
- Best Country and Western Recording
  - "Gentle on my Mind" - Glen Campbell (artiest); Al DeLory (producer)
- Best Country and Western Song
  - John Hartford (componist) voor "Gentle on my Mind", Glen Campbell (artiest)

### R&B
- Best R&B Solo Vocal Performance (zangeres)
  - "Respect" - Aretha Franklin
- Best R&B Solo Vocal Performance (zanger)
  - "Dead End Street" - Lou Rawls
- Best R&B Group Performance (groep)
  - "Soul Man" - Sam & Dave
- Best R&B Recording
  - "Respect" - Aretha Franklin

### Folk
- Best Folk Performance
  - "Gentle on my Mind" - John Hartford

### Gospel
- Best Gospel Performance
  - "More Grand Old Gospel" - Porter Wagoner & Blackwood Brothers Quartet
- Best Sacred Performance
  - "How Great Thou Art" - Elvis Presley

### Jazz
- Best Instrumental Jazz Performance (kleine bezetting, al dan niet met solist)
  - "Mercy Mercy Mercy" - Cannonball Adderley Quintet
- Best Instrumental Jazz Performance (grote bezetting)
  - "Far East Suite" - Duke Ellington

### Klassieke muziek
Vetgedrukte namen ontvingen een Grammy. Overige uitvoerenden, zoals orkesten, solisten e.d., die niet in aanmerking kwamen voor een Grammy, staan in het klein vermeld.
- Best Classical Performance (orkest)
  - "Stravinsky: Firebird and Petrouchka Suites" - Igor Stravinsky (dirigent)
  - Columbia Symphony Orchestra
- Best Classical Performance (zanger[es])
  - "Prima Donna Vol. 2" - Leontyne Price
  - Francesco Molinari-Pradelli (dirigent); RCA Italiana Opera Orchestra
- Best Classical Performance (koor)
  - "Mahler: Symphony No. 8 in E Flat Major (Symphony of a Thousand)" - Leonard Bernstein (dirigent)
  - London Symphony Orchestra & Choir

en
- - "Orff: Catulli Carmina" - Eugene Ormandy (dirigent) & Robert Page (koordirigent)
  - The Temple University Choir, The Philadelphia Orchestra
- Best Classical Performance (instrumentale solist[e])
  - "Horowitz in Concert" - Vladimir Horowitz
- Best Opera Recording
  - "Berg: Wozzeck" - Pierre Boulez (dirigent) & Thomas Z. Shepard (producer)
  - Walter Berry, Ingeborg Lasser, Isabel Strauss, Fritz Uhl (solisten) & The Paris National Opera Orchestra & Chorus
- Best Chamber Music Performance (kamermuziek)
  - "West Meets East" - Yehudi Menuhin & Ravi Shankar
- Album of the Year (Classical)
  - "Mahler: Symphony No. 8 in E Flat Major (Symphony of a Thousand)" - Leonard Bernstein (dirigent) & John McClure (producer)
  - London Symphony Orchestra & Choir

en
- - "Berg: Wozzeck" - Pierre Boulez (dirigent) & Thomas Z. Shepard (producer)
  - Walter Berry, Ingeborg Lasser, Isabel Strauss, Fritz Uhl (solisten) & The Paris National Opera Orchestra & Chorus

### Kinderrepertoire
- Best Recording for Children
  - "Dr. Seuss: How The Grinch Stole Christmas" - Boris Karloff

### Comedy
- Best Comedy Performance
  - "Revenge" - Bill Cosby

### Composing & Arranging (Compositie & Arrangementen)
- Best Instrumental Theme
  - Lalo Schifrin voor "Mission: Impossible"
- Best Original Score Written for a Motion Picture or TV Show" (Beste muziek voor een film of tv-show)
  - Lalo Schifrin voor "Mission: Impossible"
- Best Instrumental Arrangement
  - Burt Bacharach (arrangeur) voor "Alfie"
- Best Instrumental Arrangement Accompanying Vocalist(s) (Beste begeleidende arrangement)
  - Jimmie Haskell (arrangeur) voor "Ode to Billie Joe", uitgevoerd door Bobbie Gentry

### Musical
- Best Score from an Original Cast Album
  - Fred Ebb & John Kander (componisten) en Goddart Lieberson (producer) voor "Cabaret"

### Hoezen
- Best Album Cover (ontwerp)
  - Jann Hawort & Peter Blake (ontwerpers) voor "Sgt. Pepper's Lonely Hearts Club Band", uitgevoerd door The Beatles
- Best Album Cover (fotografie)
  - Robert Cato & John Berg (ontwerpers) en Roland Scherman (fotograaf) voor "Greatest Hits", uitgevoerd door Bob Dylan
- Best Album Notes (Beste hoestekst)
  - John D. Loudermilk (schrijver) voor "Suburban Attitudes in Country Verse", uitgevoerd door John D. Loudermilk

### Production & Engineering (Productie & Techniek)
- Best Engineered Recording (Non-Classical) (Beste techniek op een niet-klassiek album)
  - Geoff Emerick (technicus) voor "Sgt. Pepper's Lonely Hearts Club Band, uitgevoerd door The Beatles
- Best Engineered Recording (Classical) (Beste techniek op een klassiek album)
  - Edward T. Graham (technicus) voor "The Glorious Sound of Brass", uitgevoerd door The Philadelphia Brass Ensemble

### Gesproken Woord
- Best Spoken Word Recording
  - "Gallant Men" - Everett M. Dirksen